# Marks voetbalkampioenschap
Het Marks voetbalkampioenschap was van 1905 tot 1911 een van de regionale voetbalcompetities van de West-Duitse voetbalbond.

## Geschiedenis
De competitie begon in 1905 en was de vierde competitie naast drie reeds bestaande competities die in 1902 al van start gegaan waren. In 1909 werd de Zehnerliga opgericht voor de beste clubs uit de competities Noordrijn, Zuidrijn en Ruhr. De competities bleven ook apart bestaan, in 1910 ging de competitie van Ruhr een jaar samen met die van Mark. Na dit seizoen werd de competitie opgeheven en ging over in de Westfaalse competitie.

## Erelijst
- 1906 VSuS Schalke 1896
- 1907 BV 04 Dortmund
- 1908 VSuS Schalke 1896
- 1909 BV 04 Dortmund
- 1910 BV 04 Gelsenkirchen
- 1911 VfvB Ruhrort 1900